# European Cybercrime Centre
Il Centro Europeo contro il Cybercrimine (in inglese "European Cybercrime Centre"; sigla EC3 oppure EC³) con quartier generale a L'Aia (Paesi Bassi), è il corpo dell'Europol, la polizia dell'Unione europea (EU), che coordina le attività transfrontaliere delle forze dell'ordine contro il crimine informatico e agisce come centro di competenza tecnica in materia. 
È stato ufficialmente inaugurato l'11 gennaio 2013. Il Centro ha il compito di assistere gli Stati membri nei loro sforzi per smantellare e distruggere le reti informatiche criminali e svilupperà anche strumenti e fornirà formazione al riguardo. 